# Agneta

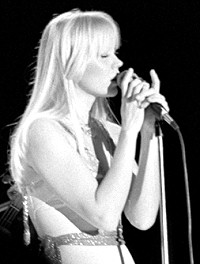
Agnetha Fältskog

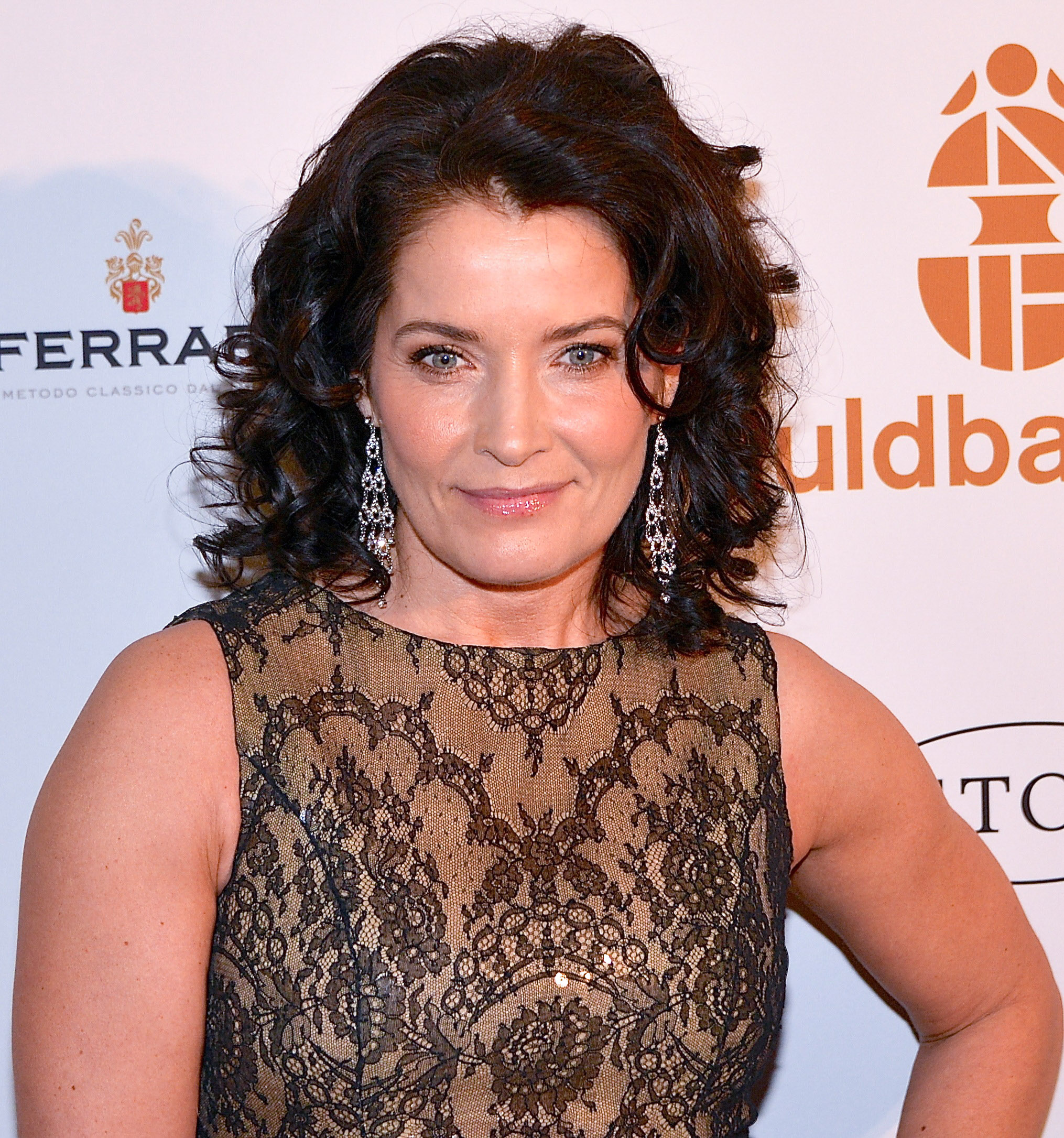
Agneta Sjödin

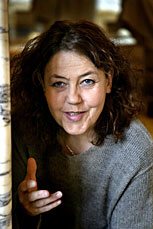
Agneta Ehrensvärd

Agneta eller Agnetha är en svensk form av det grekiska kvinnonamnet Agnes.  Den danska och norska formen är Agnete.
Namnet Agneta har använts i Sverige sedan slutet av 1300-talet. Under medeltiden och långt framöver var namnet ett relativt vanligt adelsnamn. Däremot var namnet ovanligt i de lägre samhällsklasserna. Under efterkrigstiden och fram till 1960-talet fick Agneta ett uppsving igen och blev mycket populärt. Det är dock ovanligt bland barn i dag.
Den 31 december 2017 fanns det totalt 34 932 kvinnor folkbokförda i Sverige med namnet Agneta/Agnetha, varav 18 340 bar det som tilltalsnamn. Motsvarande siffror för Agnete/Agnethe var 320 respektive 106.
Namnsdag i Sverige: 21 januari, tillsammans med Agnes. I den finlandssvenska namnsdagslängden har Agneta namnsdag 21 januari sedan 1950.

## Personer med namnet Agneta/Agnetha
- Agneta Ahlin, svensk skådespelare
- Agneta Andersson, svensk kanotist, bragdmedaljör
- Agneta Askelöf, svensk radioprogramledare
- Agneta Bladh, svensk politiker (S)
- Agneta Blidberg, svensk överåklagare
- Agneta Bolme Börjefors, svensk programledare
- Agneta Börjesson, svensk politiker (MP)
- Agneta Danielson, svensk skådespelare och teaterregissör
- Agneta Eckemyr, svensk skådespelare och modefotograf
- Agneta Ehrensvärd, svensk skådespelare och regissör
- Agneta Ekmanner, svensk skådespelare och fotomodell
- Agneta Engström, svensk programledare
- Agneta Eriksson, svensk simmare
- Agneta Fagerström-Olsson, svensk regissör, producent, manusförfattare och fotograf
- Agnetha Fältskog, svensk popsångerska, medlem i Abba
- Agneta Gille, svensk politiker (S)
- Agneta Horn, svensk författare
- Agneta Klingspor, svensk författare
- Agneta Lagercrantz, svensk journalist och författare
- Agneta Lagerfeldt, svensk skådespelare
- Agneta Lindén, svensk skådespelare
- Agneta Lundberg, svensk politiker (S)
- Agneta Mårtensson, svensk simmare
- Agneta Pleijel, svensk författare, regissör och professor
- Agneta Prytz, skådespelerska och dansare
- Agneta Ringman, svensk politiker (S)
- Agneta Rosenbröijer, svensk-finsk adelskvinna
- Agneta von Schinkel, svensk journalist
- Agneta Sjödin, svensk programledare
- Agneta Sköld, svensk kördirigent och tonsättare
- Agneta Ulfsäter-Troell, svensk författare, dokumentärfilmare och manusförfattare